# Llau de les Collades (Mas de Vilanova)
La llau de les Collades és una llau del terme de Conca de Dalt, al Pallars Jussà, dins de l'antic terme d'Hortoneda de la Conca, en l'àmbit de l'antiga caseria del Mas de Vilanova.
Es forma a la Costa Gran, al vessant de ponent del Montagut, des d'on davalla cap al nord-oest, deixa les Escabroses a llevant, i s'aboca en el riu de Carreu a migdia de lo Riu de Vilanoveta i en el costat de ponent del Planell de les Bruixes. El Camí de les Collades discorre paral·lel a la llau pel seu costat de ponent.